# Bergerhöhe (Remscheid)
Bergerhöhe ist ein Wohnplatz in Remscheid in Nordrhein-Westfalen (Deutschland).

## Lage und Verkehrsanbindung
Bergerhöhe liegt im südöstlichen Remscheid im statistischen Stadtteil Engelsburg des Stadtbezirks Lennep an der Bundesstraße 51 und an der Trasse der stillgelegten Bahnstrecke Wuppertal-Oberbarmen–Opladen („Balkanexpress“). Bei dem Ort zweigt die Landesstraße 412 von der Bundesstraße ab.
Nachbarorte sind Stöcker, Piepersberg, Jägerhaus, Tefental, Heydt, Engelsburg, Oberlangenbach, Leverkusen, Lehmkuhle, Eichendahlerhof und Eichenhof.

## Geschichte
Der Ort entstand vermutlich im ersten Drittel des 19. Jahrhunderts und erscheint erstmals unbeschriftet auf der Preußischen Uraufnahme von 1844. Im Gemeindelexikon für die Provinz Rheinland werden für 1885 ein Wohnhaus mit sechs Einwohnern angegeben. Der Ort gehörte zu dieser Zeit zur Landgemeinde Neuhückeswagen innerhalb des Kreises Lennep.
Ab 1890 wurden weitere Häuser in Bergerhöhe jenseits der Gemeindegrenze errichtet. Der östliche Teil des Ortes gehörte weiterhin zur Gemeinde Neuhückeswagen, der westliche Teil zur Bürgermeisterei Fünfzehnhöfe. 1895 besitzt der Neuhückeswagener Teil des Orts ein Wohnhaus mit vier Einwohnern, der Fünfzehnhöfener Teil ein Wohnhaus und vier Einwohner.
1905 sind es ein Wohnhaus und vier Einwohner im Neuhückeswagener Teil, ein Wohnhaus und sechs Einwohner im Fünfzehnhöfener Teil.
1906 wurde die Bürgermeisterei Fünfzehnhöfe mit den Fünfzehnhöfener Teil von Bergerhöhe in die Stadt Lennep eingemeindet, die 1929 ihrerseits in Remscheid eingemeindet wurde. Im Zuge der nordrhein-westfälischen Kommunalgebietsreform (§ 21 Düsseldorf-Gesetz) wurde am 1. Januar 1975 der östliche Bereich um Bergisch Born mit dem Neuhückeswagener Teil von Bergerhöhe aus der Stadt Hückeswagen herausgelöst und ebenfalls in die Stadt Remscheid eingegliedert.